# المركز الثقافي الترفيهي ببورسعيد
المركز الثقافي الترفيهي ببورسعيد ويعرف أيضًا بدار أوبرا بورسعيد هو دار أوبرا، مسرح وسينما يقع في مدينة بورسعيد، مصر. أفتتح في ديسمبر 2016 من قبل عبد الفتاح السيسي. المسرح الرئيسي يحمل اسم الممثل محمود ياسين ويتسع لحوالي 1200 شخص. ويحتوى المبنى على صالتين سينما وغرفة اجتماعات، كافيتريا ومكتبة.